# Palazzo Massaini
Palazzo Massaini è un complesso architettonico situato su un pendio collinare nel territorio comunale di Pienza.

## Storia
Il complesso, che appare ricostruito in epoca cinquecentesca dalla famiglia Massaini, che gli ha conferito la denominazione attuale, insiste nello stesso luogo in cui sorgeva una struttura castellana medievale chiamata Bibbiano Cacciaconti, originariamente appunto appartenuta ai Cacciaconti, signori di Montisi.
Tra i vari proprietari che si sono susseguiti nel corso del tempo va segnalata anche la famiglia Piccolomini che a Pienza possedeva anche l'omonimo palazzo.
Attualmente è sede di Bottega Verde, importante azienda italiana nel settore cosmetico. Il complesso, inoltre, ospita un'azienda agricola.

## Descrizione
Il complesso architettonico è costituito da una serie di corpi di fabbrica addossati tra loro che si dispongono su quattro lati e che delimitano un cortile interno. Tra essi è da segnalare il torrione che si eleva ad altezza superiore a quella dei restanti fabbricati.
A nord-est del complesso si trova un giardino monumentale, con aiuole e viali disposti in modo geometrico.
Lungo il viale che conduce al palazzo si trova la cappella di San Regolo con l'attigua canonica.